# Puyravault, Charente-Maritime

Puyravault este o comună în departamentul Charente-Maritime, Franța. În 1 ianuarie 2022 avea o populație de 723 de locuitori.